# برو سراغ همه‌اش
«برو سراغ همه‌اش» تک‌آهنگی از هنرمند اهل ترینیداد و توباگو ، نیکی میناژ است که در ۹ مارس ۲۰۱۰ منتشر شد.